# Cratere Han Kan
Han Kan è un cratere d'impatto presente sulla superficie di Mercurio, a 72,25° di latitudine sud e 146,1° di longitudine ovest. Il suo diametro è pari a 50 km.
Il cratere è stato battezzato dall'Unione Astronomica Internazionale in onore del pittore cinese Han Kan.